# Anja Schüte
Anja Schüte (* 2. September 1964 in Hamburg) ist eine deutsche Schauspielerin. Sie wurde hauptsächlich als Darstellerin in Fernsehserien wie Der Trotzkopf, Die Wicherts von nebenan oder  Forsthaus Falkenau bekannt.  

## Leben
Schüte wurde 1964 in Hamburg geboren und wuchs in Köln auf. Nach der Mittleren Reife an einer Realschule in Liblar erhielt sie privaten Schauspielunterricht. Bei der Zeitschrift Mädchen bewarb sie sich 1978 mit einem Passfoto für die Rolle einer Balletttänzerin in Die Geschichte der Laura M. Sie erhielt die im Abspann ungenannte Rolle, für die es über 3000 Bewerberinnen gab. Ihre eigentliche Filmkarriere begann 1980 mit einer Hauptrolle in dem Softerotikfilm Zärtliche Cousinen von David Hamilton. Es folgten weitere Softpornos oder Klamaukfilme wie Ein dicker Hund.  Bis 1986 wirkte sie in sechs Kinofilmen mit.
Später wurde sie hauptsächlich als Darstellerin in Fernsehproduktionen bekannt. Schüte hatte durchgehende Serienrollen, unter anderem in Der Trotzkopf (1983), Die Wicherts von nebenan (1986–1991), Forsthaus Falkenau (2003–2006) und Der Fürst und das Mädchen (2007). Im ZDF war sie zweimal in der Fernsehreihe Das Traumschiff zu sehen. Sie spielt auch immer wieder in Fernsehfilmen, u. a. in Rosamunde Pilcher: Der Preis der Liebe (1998) oder Gräfliches Roulette (2010). Im Dezember 2013 war sie Kandidatin in der Doku-Soap Promi Shopping Queen und im August 2015 bei Promi Big Brother, wo sie den 8. Platz belegte.
Schüte war von 1990 bis 1995 mit dem Schlagersänger Roland Kaiser verheiratet, mit dem sie einen Sohn hat. 2009 trennte sie sich nach acht Jahren von dem Architekten Hans Schwemer. Ab 2011 war sie mit dem Sylter Hotelier Jörg Brunkhorst zusammen. Seit September 2017 ist Schüte mit einem norwegischen Reeder liiert, den sie Ende August 2019 heiratete. Das Paar lebt in Oslo.

## Filmografie (Auswahl)

### Filme
- 1979: Die Geschichte der Laura M (Laura, les ombres de l'été)
- 1980: Zärtliche Cousinen (Tendres cousines)
- 1982: Ein dicker Hund
- 1983: Erste Sehnsucht (Premiers désirs)
- 1984: State of Wonder
- 1984: August der Starke (Fernsehfilm)
- 1985: Das Wunder
- 1988: Crash (Fernsehfilm)
- 1989: Jede Menge Schmidt (Fernsehfilm)
- 1990: Willi – Ein Aussteiger steigt ein (Fernsehfilm)
- 1991: Mrs. Harris und der Heiratsschwindler (Fernsehfilm)
- 1997: Rosamunde Pilcher – Der Preis der Liebe (Fernsehreihe)
- 2003: Hilfe, ich bin Millionär (Fernsehfilm)
- 2003: Das Licht von Afrika (Fernsehfilm)
- 2010: Gräfliches Roulette (Fernsehfilm)

### Fernsehserien
- 1982: Der Alte (Folge 6x08)
- 1983: Der Trotzkopf (8 Folgen)
- 1983: Gestern bei Müllers (6 Folgen)
- 1984: Pogo 1104 (Folge 1x01)
- 1985: Oliver Maass
- 1985–1990: Die Wicherts von nebenan (46 Folgen)
- 1986: Die Schwarzwaldklinik (Folge 2x11)
- 1988: Derrick (Folge 15x10)
- 1989: Wie gut, dass es Maria gibt (11 Folgen)
- 1994: Sylter Geschichten
- 1994: Sylter Weihnachtsgeschichten
- 1996: Klinik unter Palmen (3 Folgen)
- 1996: Das Traumschiff – Singapur
- 1999: Großstadtrevier (Folge 9x03)
- 2002: Der Landarzt (Folge 11x10)
- 2002: Hallo Robbie! (Folge 2x05)
- 2003–2006: Forsthaus Falkenau (54 Folgen)
- 2004: Schlosshotel Orth (Folge 9x14)
- 2005: Das Traumschiff – Burma
- 2007: Der Fürst und das Mädchen (9 Folgen)
- 2008: Um Himmels Willen (Folge 8x11)
- 2009: Die Bergretter (Folge 1x03)
- 2010: Tierärztin Dr. Mertens (Folge 3x13)
- 2019: Um Himmels Willen (Folge 18x1)